# Гілберт (Аризона)
Гілберт (англ. Gilbert) — місто (англ. town) в США, в окрузі Марікопа штату Аризона. Населення — 267 918 осіб (2020).

## Географія
Гілберт розташований за координатами 33°18′37″ пн. ш. 111°44′32″ зх. д. / 33.31028° пн. ш. 111.74222° зх. д. (33.310209, -111.742191).  За даними Бюро перепису населення США в 2010 році місто мало площу 176,50 км², з яких 176,02 км² — суходіл та 0,48 км² — водойми.

### Клімат
| Клімат : Гілберт             | Клімат : Гілберт | Клімат : Гілберт | Клімат : Гілберт | Клімат : Гілберт | Клімат : Гілберт | Клімат : Гілберт | Клімат : Гілберт | Клімат : Гілберт | Клімат : Гілберт | Клімат : Гілберт | Клімат : Гілберт | Клімат : Гілберт | Клімат : Гілберт |
| Показник                     | Січ.             | Лют.             | Бер.             | Квіт.            | Трав.            | Черв.            | Лип.             | Серп.            | Вер.             | Жовт.            | Лист.            | Груд.            | Рік              |
| Абсолютний максимум, °C      | 31,7             | 35,0             | 37,2             | 41,1             | 47,8             | 46,7             | 48,3             | 46,1             | 45,0             | 41,7             | 36,1             | 30,0             | 48,3             |
| Середній максимум, °C        | 19,4             | 21,7             | 25,0             | 29,4             | 34,4             | 40,0             | 41,1             | 40,0             | 37,2             | 31,7             | 23,9             | 19,4             | 30,3             |
| Середній мінімум, °C         | 5,0              | 7,2              | 9,4              | 12,2             | 16,1             | 21,1             | 25,0             | 24,4             | 21,1             | 15,0             | 8,3              | 4,4              | 14,2             |
| Абсолютний мінімум, °C       | −9,4             | −7,2             | −4,4             | −1,1             | 2,8              | 6,1              | 12,2             | 10,6             | 4,4              | −1,1             | −5,6             | −8,3             | −9,4             |
| Норма опадів, мм             | 26               | 26               | 30               | 8                | 3                | 1                | 23               | 29               | 23               | 21               | 20               | 25               | 235              |
| ---------------------------- | ---------------- | ---------------- | ---------------- | ---------------- | ---------------- | ---------------- | ---------------- | ---------------- | ---------------- | ---------------- | ---------------- | ---------------- | ---------------- |
| Джерело: The Weather Channel |                  |                  |                  |                  |                  |                  |                  |                  |                  |                  |                  |                  |                  |

## Демографія

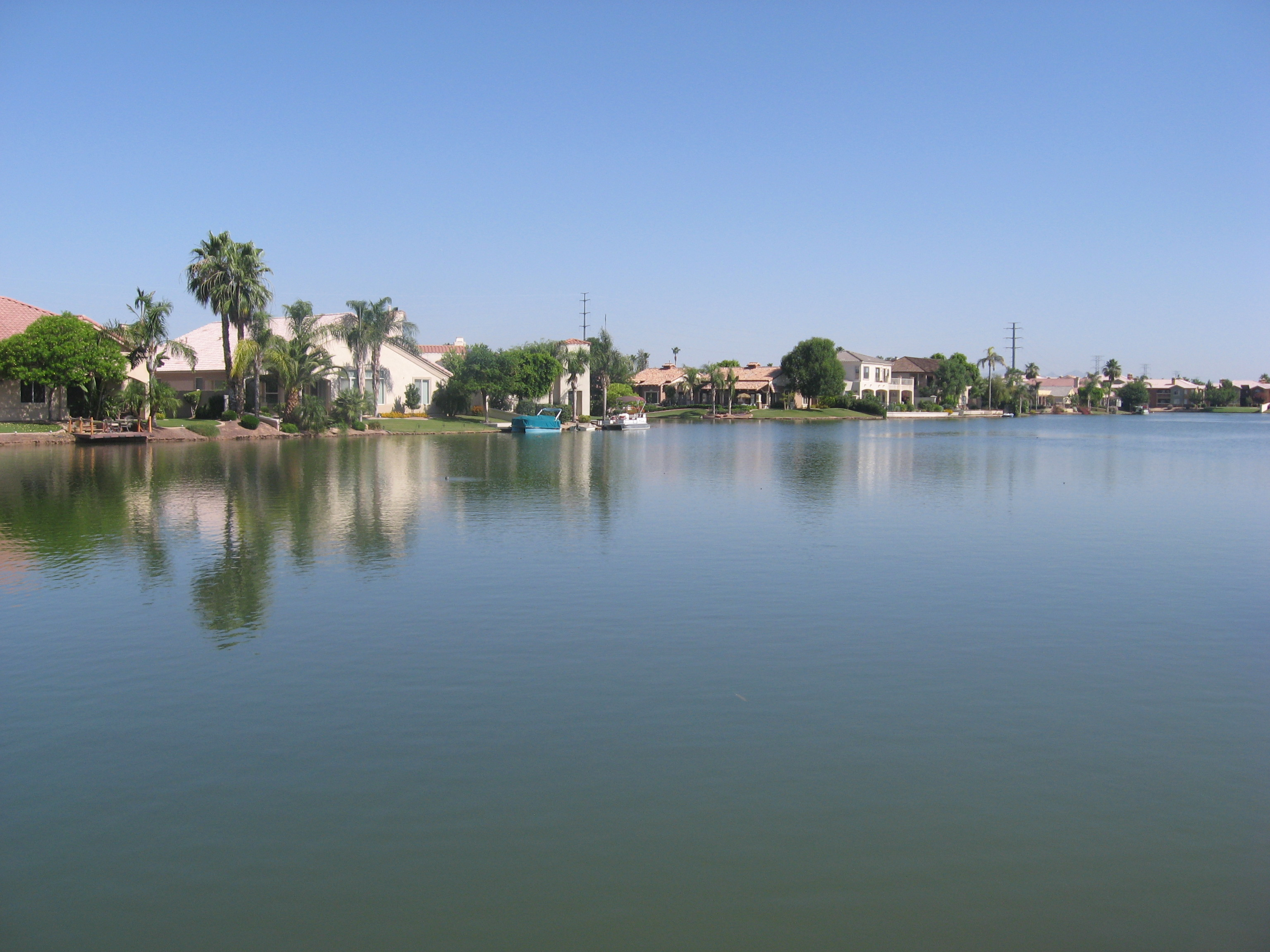
Вид на Гілберт з боку озера Вал-Віста

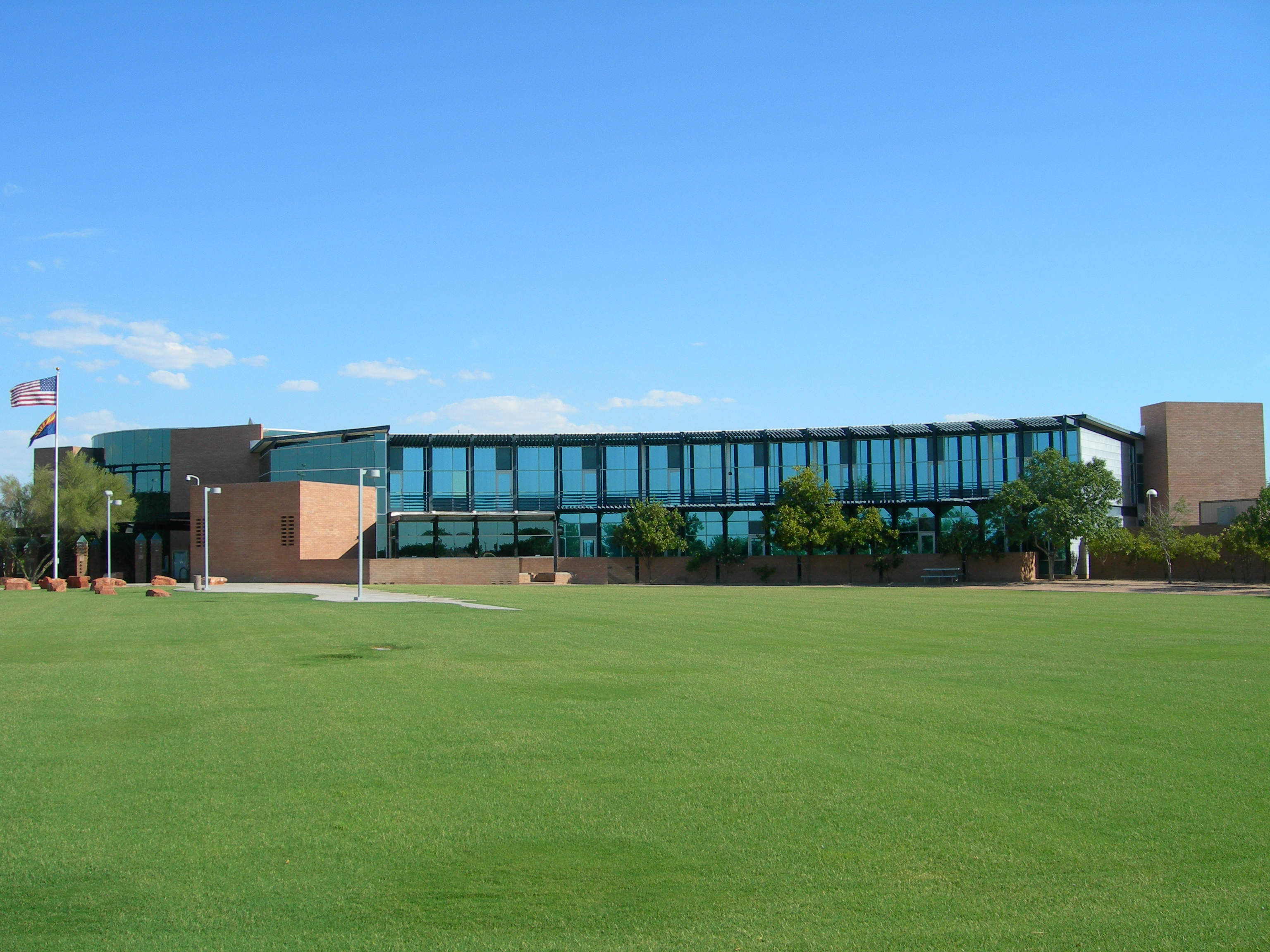
Мерія

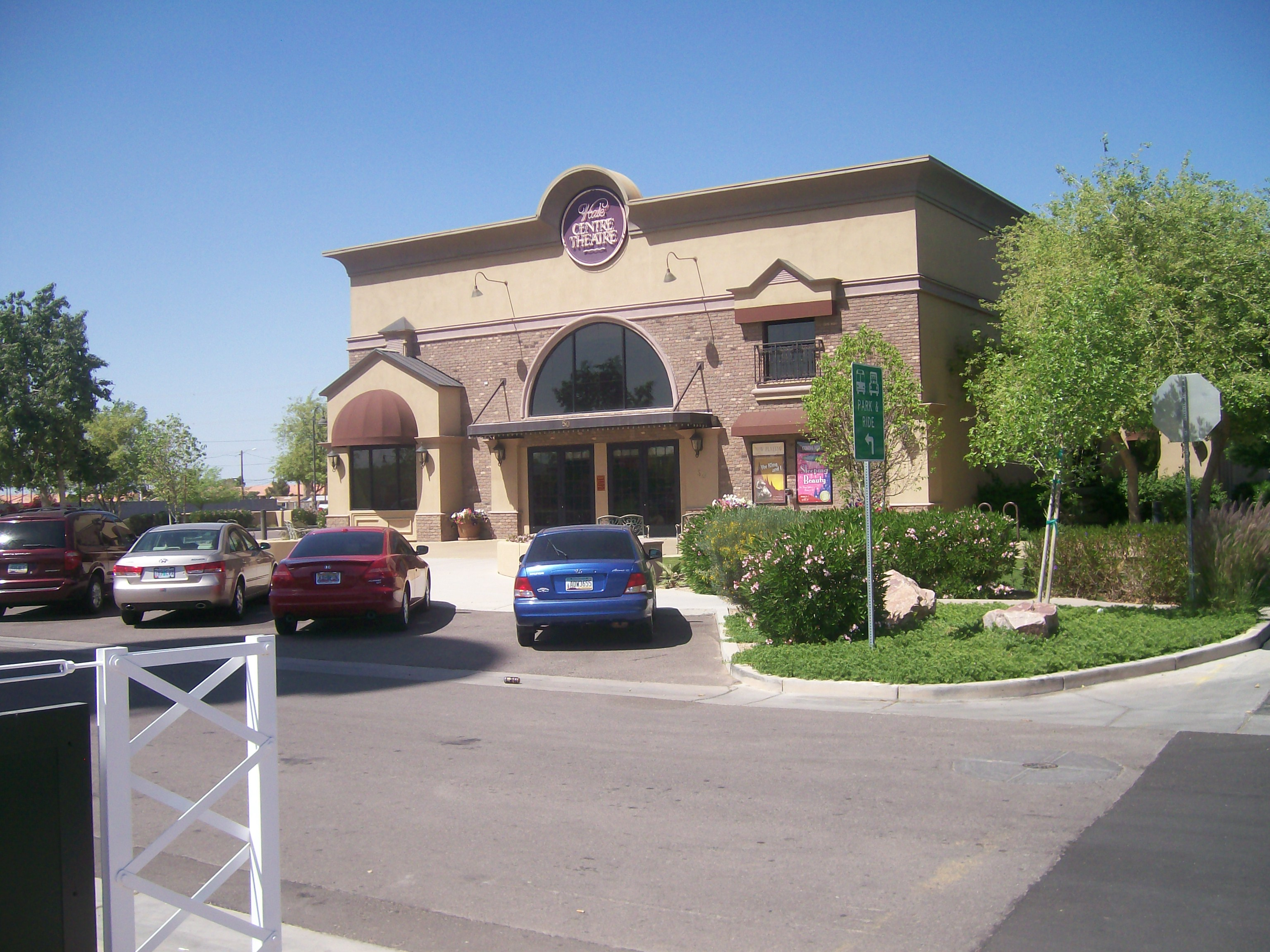
Театр

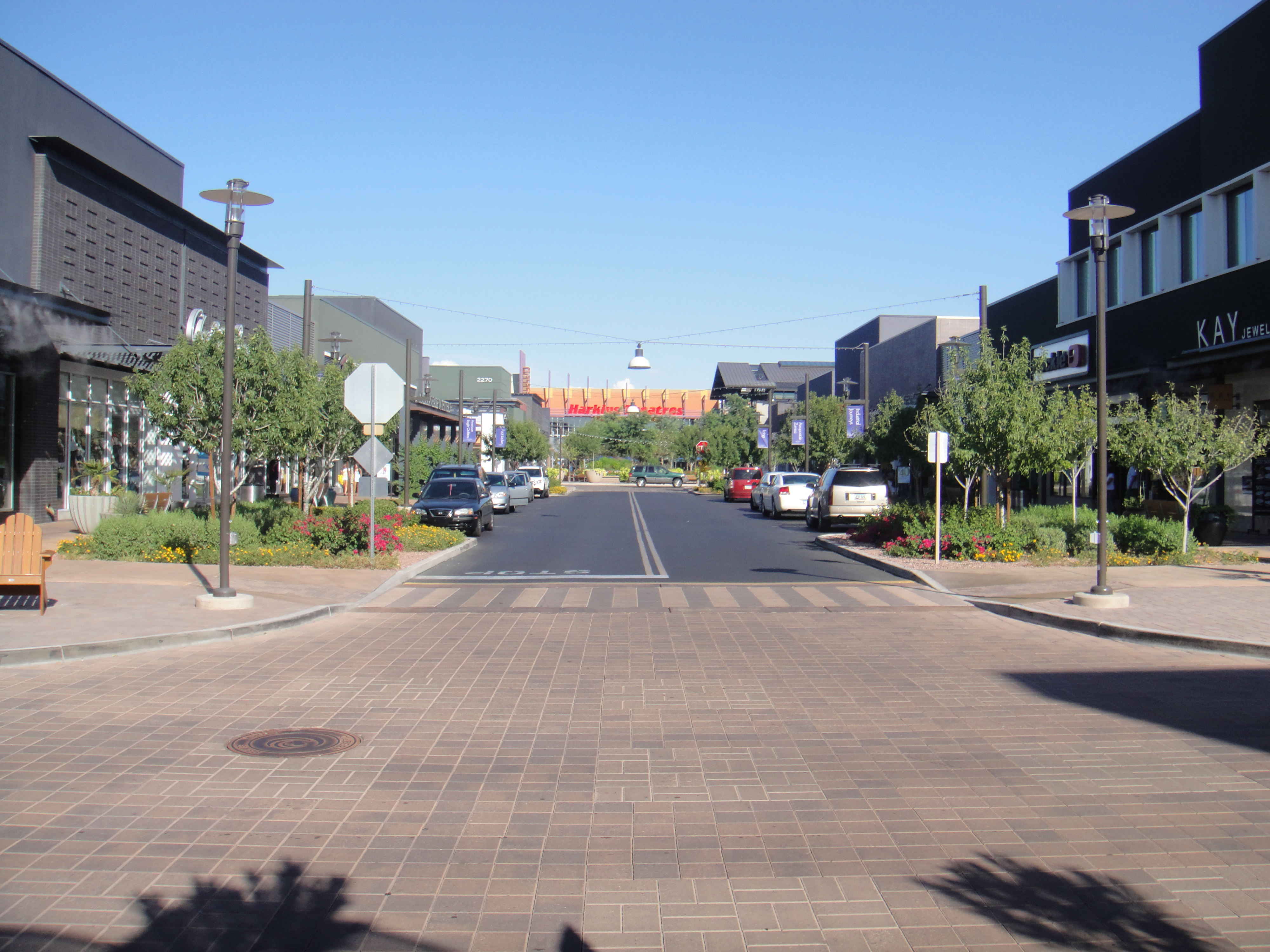
Район СанТан-Вілледж в Гілберті

Згідно з переписом 2010 року, у місті мешкали 208 453 особи в 69 372 домогосподарствах у складі 53 905 родин. Густота населення становила 1181 особа/км².  Було 74907 помешкань (424/км²).
Расовий склад населення:
| - 81,8 % — білих - 5,8 % — азіатів - 3,4 % — чорних або афроамериканців - 0,8 % — корінних американців - 0,2 % — вихідців з тихоокеанських островів - 4,5 % — осіб інших рас |

До двох чи більше рас належало 3,5 %. Частка іспаномовних становила 14,9 % від усіх жителів.
За віковим діапазоном населення розподілялося таким чином: 32,1 % — особи молодші 18 років, 61,8 % — особи у віці 18—64 років, 6,1 % — особи у віці 65 років та старші. Медіана віку мешканця становила 31,9 року. На 100 осіб жіночої статі у місті припадало 97,0 чоловіків;  на 100 жінок у віці від 18 років та старших — 93,8 чоловіків також старших 18 років.
Середній дохід на одне домашнє господарство  становив 97 084 долари США (медіана — 82 424), а середній дохід на одну сім'ю — 105 155 доларів (медіана — 91 125). Медіана доходів становила 62 534 долари для чоловіків та 46 015 доларів для жінок. За межею бідності перебувало 6,6 % осіб, у тому числі 7,6 % дітей у віці до 18 років та 5,4 % осіб у віці 65 років та старших.
Цивільне працевлаштоване населення становило 112 559 осіб. Основні галузі зайнятості: освіта, охорона здоров'я та соціальна допомога — 22,8 %, науковці, спеціалісти, менеджери — 11,8 %, роздрібна торгівля — 11,4 %.

## Підприємництво
Загальна кількість фірм, 2007: 17,097;

Фірми, що належать чорним людям, відсоток, 2007 2.7 %;

Фірми, що належать індіанцям та корінним мешканцям Аляски, відсоток, 2007: 1.4 %;

Фірми, що належать азіатам, відсоток, 2007: 5.2 %;

Фірми, що належать корінним жителям Гавайських островів й інших островів Тихого океану, відсоток, 2007: 0.2 %;

Фірми, що належать латиноамериканцям, відсоток, 2007: 6.5 %;

Фірми, що належать жінкам, відсоток, 2007: 29.5 %.

## Економіка
Виробництво продукції у 2007 році ($ 1000): 415,891;

Обсяг оптових продажів у 2007 році ($ 1000): 649,322;

Обсяг роздрібних продажів у 2007 році ($ 1000): 2,079,066;

Роздрібні продажі на душу населення, 2007: $10,063.